# Raketni napad na Časiv Jar
Raketni napad ruske vojske na dve stanovanjski stavbi v Časivem Jaru je bil izveden 9. julija 2022 ob 21:17 po lokalnem času med rusko invazijo na Ukrajino leta 2022. Ubitih je bilo najmanj 48 ljudi (sprva se je sicer predvidevalo, da 45) Zaradi udarca rakete se je petnadstropna stanovanjska stavba delno porušila. Dva vhoda sta popolnoma uničena.

## Potek dogodkov
Časiv Jar ima približno 12.000 prebivalcev in se nahaja na zahodni strani mesta Bakmut približno 20 km jugovzhodno od Kramatorska, ki so ga ruske čete poskušale zavzeti z ozemlja Ukrajine.
Napad je bil izveden z raketami "Uragan", samovoznim 220 mm večcevnim raketometalcem sovjetske izdelave. Rusko obrambno ministrstvo je trdilo, da so uničili "začasno vojaško namestitev" enot ukrajinske teritorialne obrambe.
Od 10. julija je 67 reševalcev Državne službe za nujne primere Ukrajine poskušalo pomagati žrtvam, vendar se še vedno domneva, da je pod ruševinami ujetih več kot 20 ljudi.

## Žrtve
Do 12. julija so pod ruševinami stavbe našli 43 mrtvih, do 11. julija pa so rešili pet ranjenih. Lokalni prebivalec je za New York Times povedal, da je bilo v stavbah 10 starejših civilistov, vendar so se pripadniki vojske tja nastanili dva dni prej. Govorec je svojo babico poskušal prepričati, naj se preseli na varno, a ga je zavrnila. Med mrtvimi sta bila tudi dva vojaka, ki sta verjetno izmenoma spala v stavbi po službi.

## Odzivi
Andrij Jermak, vodja kabineta ukrajinskega predsednika, je dejal, da je bil napad "še en teroristični napad" in da bi morala biti Rusija zaradi tega označena kot "državni sponzor terorizma". Tiskovni predstavnik ruske vojske Igor Konašenkov je izjavil, da je Rusija v napadu na Časiv Jar ubila "več kot 300 nacionalistov", vendar ni navedel, ali so mislili na julijski zračni napad ali na prejšnji napad.